# Бонанг
Бона̀нг (bonang) е музикален перкусионен инструмент от групата на гонговете използван във явайската музика.
Представлява комплект от гонгове с правоъгълна рамка с опънати струни, върху които стоят 10,12 или 14 гонга. Броят на гонговете се е променял през времето, но винаги те са били с куполовидно заострени върхове. Звукоизвличането става чрез удари с дървени палки, накрайниците на които са обвити с филц.
Всеки гонг има разширение в центъра (пенчу). Звукът на бонанга е мек и напевен, бавно заглъхващ.
Сред бонангите се различавят „мъжки“ (вангун лананг) и „женски“ (вангун ведон). При първите, гонговете имат високи страни и по-изпъкнала повърхност, а вторите са по-ниски и плоски. Също така, в зависимост от размера, се различават бонанг пенерус (малък), бонанг барунг (среден) и бонанг пенембунг (голям).
В гамелана, бонангът обикновено изпълнява хармонична функция, но понякога води и основната тема.